# Tokijska zgodba
Tokijska zgodba ali tudi Potovanje v Tokio (japonsko 東京物語, Hepburn Tōkyō Monogatari) je japonski dramski film iz leta 1953, ki ga je režiral Jasudžiro Ozu. V glavnih vlogah nastopata Čišu Rju in Čieko Higašijama kot starejši zakonski par, ki pripotuje v Tokio na obisk svojih odraslih otrok. Prikazuje nasprotje med obnašanjem njunih otrok, ki so preveč zaposleni za druženje z njima, z ovdovelo snaho, ki ju prijazno sprejme. Ozu in scenarist Kogo Noda sta napisala scenarij v 103-eh dneh, ohlapno temelji na ameriškem filmu Za boljši jutri Lea McCareya iz leta 1937. Noda je predlagal priredbo filma, ki ga Ozu še ni videl. Slednji je film posnel z igralci in filmskimi delavci, ki so z njim sodelovali že na več projektih. 
Premierno je bil prikazan 3. novembra 1953 na Japonskem, v tujini pa ni bil poznan, ker so ga japonski distributerji označili za »preveč japonskega« za trženje v tujini. Leta 1957 je bil prikazan v Londonu, kjer je bil prvi dobitnik nagrade Sutherland Trophy, ameriški kritiki pa so ga hvalili po predvajanju v New Yorku leta 1972. Film velja za Ozujevo mojstrovino in je pogosto izbran za enega najboljših filmov vseh časov, leta 2012 v anketi filmskih režiserjev za revijo Sight & Sound za najboljšega vseh časov.

## Vloge
- Čišu Rju kot Šukiči Hirajama
- Čieko Higašijama kot Tomi Hirajama
- Secuko Hara kot Noriko Hirajama
- Haruko Sugimura kot Šige Kaneko
- So Jamamura kot Koiči Hirajama
- Kuniko Mijake kot Fumiko Hirajama
- Kjoko Kagava kot Kjoko Hirajama
- Eidžiro Tono kot Sanpei Numata
- Nobuo Nakamura kot Kurazo Kaneko
- Širo Osaka kot Keizo Hirajama
- Hisao Toake kot Osamu Hattori
- Teruko Nagaoka kot Jone Hattori
- Mucuko Sakura kot a natakarica
- Tojo Takahaši kot Šukičijina soseda
- Toru Abe kot železniški uslužbenec
- Sačiko Mitani kot Norika soseda
- Zen Murase kot Minoru Hirajama
- Micuhiro Mori kot Isamu Hirajama
- Džunko Anami kot a salonska pomočnica
- Rjoko Mizuki kot a salonska stranka
- Jošiko Togava kot a salonska stranka
- Kazuhiro Itokava kot a študent
- Keidžiro Morozumi kot a policist
- Cutomu Nidžima kot Norikin šef
- Šozo Suzuki kot Norikin sodelovac
- Jošiko Taširo kot sobarica
- Haruko Čičibu kot sobarica
- Takaši Miki kot pevec
- Binnosuke Nagao kot zdravnik